# Panasonic FS A1 FX
Panasonic FS A1 FX (FS A1 FX) је био кућни рачунар фирме Панасоник (Panasonic) који је почео да се производи у Јапану од 1988. године.
Користио је Zilog Z80B као микропроцесор. RAM меморија рачунара је имала капацитет од 64 KB. 
Као оперативни систем кориштен је MSX BASIC или MSX DOS са опционим дискетним јединицама.

## Детаљни подаци
Детаљнији подаци о рачунару FS A1 FX су дати у табели испод.
|                       | |
| [ 1 ]                 | |
| Произвођач            | Панасоник                                                                                            |
| Тип                   | кућни рачунар                                                                                        |
| Меморија              | 64 KB                                                                                                |
| Поријекло             | Јапан                                                                                                |
| Година                | 1988                                                                                                 |
| Тастатура             | тастатура са пуним помаком тастера са нумеричком тастатуром                                          |
| Процесор              | |
| Фреквенција процесора | од 3,58MHz до 5,38                                                                                      |
| RAM                   | 64 KB                                                                                                |
| ROM                   | 32 (Basic + BIOS) + 16 (SUB ROM > MSX-BASIC V3.0) + 16 (KANJI BASIC ROM + KANJI ROM) + 16 (DISK ROM) |
| Текст                 | 40 x 24 / 32 x 24                                                                                    |
| Графика               | као MSX2 спецификације, плус 256 / 212/424                                                           |
| Боја                  | 19268                                                                                                |
| Звук                  | опциони FM-PAC (OPLL YM-2413) - 9 канални FM синтисајзер, MIDI интерфејс                             |
| Димензије             | непознато                                                                                            |
| Портови               | |
| Оперативни систем     | или са опционим дискетним јединицама                                                                 |